# 611980 Pauquachin
611980 Pauquachin è un asteroide della fascia principale. Scoperto nel 2007, presenta un'orbita caratterizzata da un semiasse maggiore pari a 2,612549 UA e da un'eccentricità di 0,131942, inclinata di 13,154534° rispetto all'eclittica.
La Pauquachin First Nation è una delle cinque tribù che compongono la Saanich Nation, situata sulla costa occidentale del Canada.